# 小野寺喜得
小野寺 喜得　(おのでら きとく、1911年9月16日 -1993年4月4日）は、日本の地方政治家。岩手県一関市長（5期）。

## 来歴
岩手県西磐井郡真滝村（現・一関市）生まれ。1936年早稲田大学政治経済学部政治学科卒。卒業後は岩手県庁に入り、6年間勤務したのち、一関市役所に移る。1958年教育長、翌1959年助役となり、1963年一関市長に当選する。
市長在職中は国立一関工業高等専門学校や日本電気の誘致、駅前など土地区画整理事業の実施、両磐地区広域市町村圏指定、同地区広域消防組合の発足、市役所の移転、国土庁モデル定住圏策定圏域選定、東工業団地の造成と工場誘致などに参画した。
一関市長を1983年まで5期20年務めた。1993年に死去した。

## 栄典
- 1976年 - 藍綬褒章